# Северо-восток штата Пара
Северо-восток штата Пара (порт. Mesorregião do Nordeste Paraense) — административно-статистический мезорегион в Бразилии, входит в штат Пара. Население составляет 1 789 387 человек на 2010 год. Занимает площадь 83 316,023 км². Плотность населения — 21,48 чел./км².

## Демография
Согласно сведениям, собранным в ходе переписи 2010 г. Национальным институтом географии и статистики (IBGE), население мезорегиона составляет:
| Полное население                            | Полное население                            | Полное население                            | Полное население                            | 1 789 387 |
| ------------------------------------------- | ------------------------------------------- | ------------------------------------------- | ------------------------------------------- | --------- |
| в том числе:                                | Городское население                         | 873 237                                     | Процент городского населения, %             | 48,80     |
|                                             | Сельское население                          | 916 150                                     | Процент сельского населения, %              | 51,20     |
|                                             | Мужское население                           | 921 060                                     | Процент мужского населения, %               | 51,47     |
|                                             | Женское население                           | 868 327                                     | Процент женского населения, %               | 48,53     |
| Плотность населения, чел/км²                | Плотность населения, чел/км²                | Плотность населения, чел/км²                | Плотность населения, чел/км²                | 21,48     |
| Население мезорегиона в % к населению штата | Население мезорегиона в % к населению штата | Население мезорегиона в % к населению штата | Население мезорегиона в % к населению штата | 23,60     |

## Статистика
- Валовой внутренний продукт на 2003 год составляет 3 472 268 147,00 реалов (данные: Бразильский институт географии и статистики).
- Валовой внутренний продукт на душу населения на 2003 год составляет 2212,69 реалов (данные: Бразильский институт географии и статистики).
- Индекс развития человеческого потенциала на 2000 год составляет 0,663 (данные: Программа развития ООН).

## Состав мезорегиона
В мезорегион входят следующие микрорегионы:
1. Брагантина
2. Камета
3. Томе-Асу
4. Гуама
5. Салгаду